# انتخابات مجلس الأمن التابع للأمم المتحدة 1972
أُجريت انتخابات مجلس الأمن التابع للأمم المتحدة لعام 1972 في 20 أكتوبر 1972 خلال الدورة السابعة والعشرين للجمعية العامة للأمم المتحدة، التي عقدت في مقر الأمم المتحدة في مدينة نيويورك. انتخبت الجمعية العامة أستراليا والنمسا وإندونيسيا وكينيا وبيرو، أعضاءً غير دائمين في مجلس الأمن التابع للأمم المتحدة لمدة عامين تبدأ في 1 يناير 1973. وكانت هذه أول انتخابات للنمسا وإندونيسيا وكينيا في المجلس.

## القواعد
يتألف مجلس الأمن من 15 مقعدا، يشغلها خمسة أعضاء دائمين وعشرة أعضاء غير دائمين. وفي كل عام، يتم انتخاب نصف الأعضاء غير الدائمين لمدة عامين.   ولا يجوز للعضو الحالي أن يترشح على الفور لإعادة انتخابه. 
وفقًا للقواعد التي يتم بموجبها تناوب المقاعد العشرة غير الدائمة في مجلس الأمن بين الكتل الإقليمية المختلفة التي تقسم إليها الدول الأعضاء في الأمم المتحدة تقليديًا لأغراض التصويت والتمثيل،  يتم تخصيص المقاعد الخمسة المتاحة على النحو التالي:
- مقعد للدول الأفريقية (تشغله الصومال)
- مقعد لبلدان المجموعة الآسيوية (تسمى الآن مجموعة آسيا والمحيط الهادئ)[5] (تشغله اليابان)
- مقعد لأمريكا اللاتينية ومنطقة البحر الكاريبي (تشغله الأرجنتين)
- مقعدان لمجموعة أوروبا الغربية ودول أخرى (تشغلهما بلجيكا وإيطاليا)

ولكي يتم انتخابه، يجب أن يحصل المرشح على أغلبية ثلثي الحاضرين والمصوتين. إذا كان التصويت غير حاسم بعد الجولة الأولى، فسيتم إجراء ثلاث جولات من التصويت المقيد، تليها ثلاث جولات من التصويت غير المقيد، وهكذا، حتى يتم الحصول على نتيجة. في التصويت المقيد، لا يجوز التصويت إلا على المرشحين الرسميين، بينما في التصويت غير المقيد، يجوز التصويت على أي عضو في مجموعة إقليمية معينة، باستثناء أعضاء المجلس الحاليين.

## النتيجة
أدار الانتخابات رئيس الجمعية العامة للأمم المتحدة آنذاك ستانيسواف تريبزينسكي من بولندا. كان عدد الدول الأعضاء في الأمم المتحدة في ذلك الوقت 132 دولة. ولم يكن هناك أي ترشيح قبل التصويت. وكان على المندوبين أن يكتبوا أسماء الدول الأعضاء الخمس التي يرغبون في انتخابها على أوراق الاقتراع. وتم التصويت على ورقة اقتراع واحدة.
| الدولة                  | الجولة الأولى |
| بيرو                    | 116           |
| النمسا                  | 115           |
| إندونيسيا               | 115           |
| كينيا                   | 112           |
| أستراليا                | 109           |
| هايتي                   | 1             |
| باكستان                 | 1             |
| ممتنعون                 | 0             |
| بطاقات الاقتراع الباطلة | 0             |
| الأغلبية المطلوبة       | 79            |
| أوراق الاقتراع          | 118           |

## روابط خارجية
- وثيقة الأمم المتحدة A/59/881 مذكرة شفوية من البعثة الدائمة لكوستاريكا تحتوي على سجل لانتخابات مجلس الأمن حتى عام 2004